# Jacques de Castelnau
Pour les articles homonymes, voir Castelnau.
Jacques de Castelnau-Bochetel (1620 - 1658), marquis de Castelnau, est un aristocrate et militaire français du XVIIe siècle. Il se distingue pendant la guerre de Trente Ans en tant que lieutenant général des armées du roi en Flandres et est élevé à la dignité de maréchal de France en 1658.

## Biographie

### Origines
Jacques de Castelnau-Bochetel est le troisième fils de Jacques de Castelnau de La Mauvissière et Charlotte Rouxel de Medavy et petit-fils de l'homme de guerre, diplomate et mémorialiste Michel de Castelnau de La Mauvissière. Après la mort de ses deux frères aînés, il devint l'héritier de la seigneurie de Breuilhamenon.
Son père, Jacques de Castelnau de La Mauvissière, avait lui-même hérité de son grand-père maternel, Jacques Bochetel, la seigneurie de Breuilhamenon, sous la condition de joindre le nom de Bochetel à celui de Castelnau.

### Carrière militaire
Jacques de Castelnau-Bochetel embrasse la carrière des armes à l'âge de 14 ans : lors des campagnes de Hollande, il se portera volontaire. Après avoir levé un régiment et lui avoir donné son nom, alors qu'il n'était âgé que de 16 ans, il se distinguera en 1636 lors des sièges de Corbie et La Capelle, au cours duquel après avoir été fait prisonnier lors d'une embuscade, il fut enfermé dans la citadelle de Cambrai d'où il s'évada.
En 1638, au siège de la ville du Catelet en Picardie, lors d'un assaut, il fut blessé de deux coups de mousquet. Puis un an plus tard, ce fut au siège d'Hesdin, qu'une mousquetade des Espagnols lui brisa une jambe. Il se signala lors siège d'Arras et d'Aire, aux côtés du maréchal de La Meilleraye, il acquit une réputation de soldat valeureux et expérimenté. Le cardinal Mazarin lui confie le commandement de l'un de ses régiments pour servir en Allemagne sous les ordres du duc d'Enghien. Fait par le roi, maréchal de bataille en 1644, il mena deux actions héroïques lors de la bataille de Fribourg. L'une en enlevant avec ses hommes une redoute stratégique, l'autre en maintenant sa position bien qu'il ait reçu cinq balles de mousquet.
L'année suivante, en 1645, il obtint après la bataille de Nordlingue le brevet de maréchal de camp pour avoir pris le village d'Alerheim. C'est lui qui mène l'assaut lors du siège de Mardyck, mais aussi lors de celui Dunkerque en 1646. Le roi le nomma gouverneur de Brest en 1648. En 1651, il fut créé lieutenant général des armées du roi.
Le 9 février 1651, le roi le fit chevalier de ses ordres. Puis en 1652, alors qu'il n'est âgé que de 32 ans, Jacques de Castelnau-Bochetel obtient l'érection de sa seigneurie de Breuilhamenon en marquisat. Dès lors, la seigneurie de Breuilhamenon devient le marquisat de Castelnau, et le nom de Bochetel s'éteint. En 1656, il est nommé capitaine général par Mazarin.
En 1658, il commanda l'aile gauche de l'armée française, assistée d'un contingent anglais, lors de la bataille des Dunes. De retour à Dunkerque, avec ses troupes, il enleva aux Espagnols le fort de Léon et y entama des travaux de consolidation pour s'y maintenir. Ce fut lors d'une inspection de ces travaux le 16 juin 1658, qu'il reçut une balle de mousquet qui ne ressortit pas. Le 20 juin 1658, apprenant ce nouvel exploit, le roi le fit maréchal de France. Il ne profita pas longtemps de ce suprême honneur puisqu’il mourut des suites de sa blessure le 15 juillet 1658. Il n'avait que 38 ans.
Son corps fut transporté à Bourges où il fut enterré en l'église des Jacobins.

## Mariage et descendance
Il épousa en mars 1642 Marie Girard de l'Espinay, ils eurent trois enfants :
1. Marie-Madeleine, morte à l'âge de 12 ans ;
2. Michel, marquis de Castelnau, a pris part à la guerre de Hollande et a été mortellement blessé en 1672 près d'Ameide ;
3. Marie-Charlotte, qui épousa Antoine-Charles de Gramont.

## Distinctions

### Titres
- Marquis de Castelnau ;
- Baron de Jonville et de La Mauvissière ;
- Seigneur de Poisieux, de Sainte-Lizaigne et de Saint-Georges.

### Décorations
| Ruban de l'ordre du Saint-Esprit | Ruban de l'ordre de Saint-Michel |

- Chevalier des ordres du roi (9 février 1651) ;
  - Chevalier du Saint-Esprit ;
  - Chevalier de Saint-Michel.

## Armoiries
| Figure       | Informations | Informations |
| ------------ | --- | ------------ |
|              | Couronne | Marquis      |
| Blasonnement | Écartelé : au 1 et 4 d'azur, au château d'argent, à trois donjons avec leurs girouettes, qui est de Castelnau ; au 2 et 3 d'or à deux loups passant de sable, qui est de Laloubère ; sur le tout d'or, à trois chevrons de sable. |              |
| Ornement     | Bâton de maréchal |              |
| Décorations  | Ordre du Saint-Esprit Ordre de Saint-Michel |              |

### Sources et bibliographie
- Anselme de Sainte-Marie, Ange de Sainte-Rosalie, Histoire de la Maison Royale de France, et des grands officiers de la Couronne, libraires associés, Paris, 1733, [lire en ligne].
- « La lignée des Castelnau-Bochetel », sur Plou en Berry : histoires des lieux et des hommes, 2012 (consulté le 10 décembre 2012).